# سيرغي أوسيبوف (لاعب كرة قدم)
سيرغي أوسيبوف (بالروسية: Осипов, Сергей Александрович)‏ هو لاعب كرة قدم روسي في مركز الوسط، ولد في 10 يوليو 1978 في لوغا في روسيا. لعب مع تشورنومورتس أوديسا وتوربيدو موسكو وزينيت سانت بطرسبرغ.

## وصلات خارجية
- سيرغي أوسيبوف (لاعب كرة قدم) على موقع اتحاد أوكرانيا (الإنجليزية)
- سيرغي أوسيبوف (لاعب كرة قدم) على موقع قاعدة بيانات كرة القدم.إي يو (الإنجليزية)